# Mân Việt
Nước Mân Việt (chữ Hán giản thể: 闽越; chữ Hán phồn thể: 閩越; Bính âm: Mǐnyuè) là một vương quốc cổ đặt tại nơi mà ngày nay là tỉnh Phúc Kiến, miền nam Trung Quốc. Vương quốc này tồn tại từ năm 306 trước Công nguyên (TCN) đến năm 110 TCN, cuối thời Chiến Quốc tới thời Tây Hán, với người dân là người của các bộ tộc Bách Việt. Theo Sử ký, những người lập ra vương quốc này là thành viên hoàng tộc của Vương quốc Việt trốn chạy khỏi các cuộc tấn công của nước Sở và nước Tề năm 334 trước Công nguyên.
Mân Việt bị chiếm đóng một phần bởi nhà Hán vào cuối thế kỷ thứ 2 trước Công nguyên. Tuy nhiên, do địa hình được bao bọc bởi núi non, nhà Hán không thể hoàn toàn kiểm soát được vùng này. Theo Sử Ký của Tư Mã Thiên thì cháu 7 đời của Vô Cường (vua cuối cùng nước Việt thời Xuân Thu Chiến Quốc) là Vô Chư vì có công chống Tần nên được Hán Cao Tổ cho phép phục quốc và phong làm Mân Việt Vương. Mân Việt bị thôn tính bởi Nam Việt dưới thời đại Triệu Đà và sau đó, chịu sự cai quản của Nam Việt từ năm 183 đến 135 trước Công Nguyên, cuối cùng bị xâm chiếm bởi nhà Hán năm 110 trước Công Nguyên.
Một thành phố cổ bằng đá trên những dãy núi ở Phúc Kiến được cho là thủ đô của nước Mân Việt, tên là Đông Dã (Dongye- 東冶). Gần đó là các mộ thể hiện truyền thống tang lễ giống với những lăng mộ của nước Việt ở tỉnh Chiết Giang. Do đó, người ta cho rằng, thành phố này chính là trung tâm của nước Mân Việt xưa.
Một phân nhóm dân tộc tên là Huệ An Nữ (tiếng Hoa: 惠安女) tự nhận họ là con cháu của những người Mân Việt xưa. Ngày nay, theo phân loại dân tộc của Trung Quốc, nhóm Huệ An Nữ được xếp làm một nhánh của dân tộc Hán.